# Razor love
Razor love is een lied dat werd geschreven door Neil Young. Hij voerde het voor het eerst op in 1984 toen hij op tournee was met de International Harvesters. Daarna pakte hij het nummer nog enkele malen van de plank tijdens tournees in de jaren negentig.
Op een album verscheen het voor het eerst in 2000, namelijk op Silver & gold. In dat jaar kwam het ook in Duitsland op een single te staan, met Buffalo Springfield again op de B-kant. De singlehoes heeft een bruine achtergrond met een grove resolutie die stoppelig aandoet. Verder bestaat de opdruk alleen uit 'Neil Young' en 'Razor love'. Ook verscheen er nog een radiosingle in de VS waar alleen Razor love op stond.
De versie die Young tijdens eerdere optredens bracht wijkt af van de versie uit het jaar 2000. De laatste versie is een zachte ballad waarbij Young een introductie geeft met een mondharmonica en ondersteuning krijgt van een piano, een akoestische gitaar en een voortgaand ritme op de crashbekkens van het drumstel. In recensies is er lof voor Youngs stemgeluid. Het nummer gaat over een gevestigde en diepzinnige liefde zoals die verwacht mag worden in een langdurige relatie. Het lied eindigt met een solo op de  mondharmonica.
In 2001 verscheen er een cover van My Rhyme op het album Everybody knows this is Norway. Ook is een cover bekend van het Amerikaanse poptrio Mobius Band; hun versie verscheen in 2008 op Love will reign supreme